# Shanghai Theatre Academy
La Shanghai Theatre Academy (STA) (en français : Académie de théâtre de Shanghai, en chinois : 上海戏剧学院), est une université publique de Shanghai, en République populaire de Chine, dédiée à l'éducation artistique dramatique.    
Jusqu'en 1956, le nom de l'école, cofondée par Gu Yuxiu (zh), était Shanghai Municipal Experimental Drama School (École municipale de théâtre expérimental de Shanghai).     
Les actrices Pan Hong, Li Bingbing, Fan Bingbing, Dilraba Dilmurat et Kitty Zhang Yuqi, et les acteurs Tong Dawei et Lu Yi figurent parmi les anciens élèves de l'académie. 

## Anciens élèves notoires

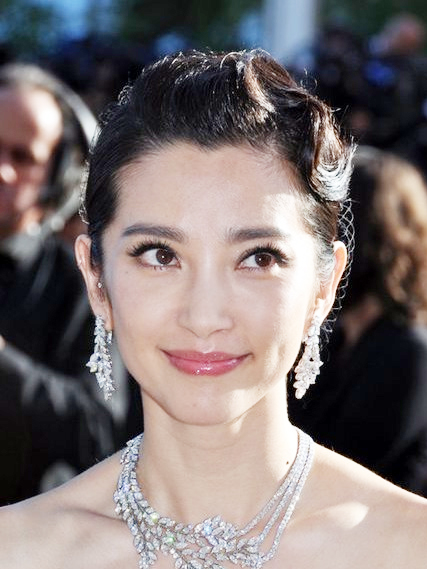
Li Bingbing, 2011.

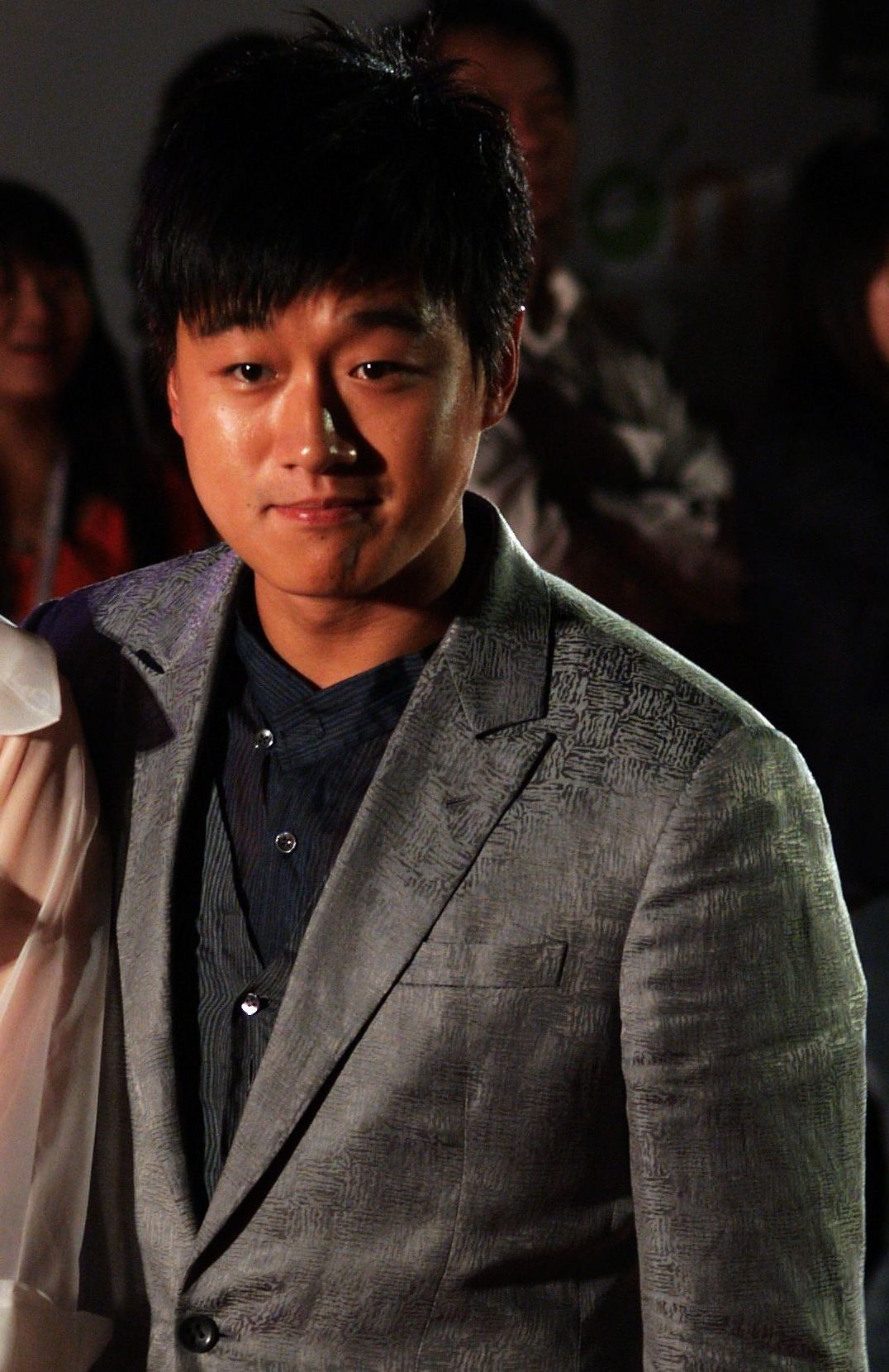
Tóng Dàwéi, 2007.

L'année indique l'année d'entrée, pas celle de fin d'études. 
- Promotion 1968 : Yu Qiuyu
- Promotion 1974 : Xu Xing
- Promotion 1976 : Pan Hong
- Promotion 1977 : Cao Qiugen
- Promotion 1980 : Ding Jiali
- Promotion 1981 : Wang Luoyong, Song Jia
- Promotion 1984 : You Yong
- Promotion 1985 : Guo Donglin
- Promotion 1986 : Chen Hong
- Promotion 1987 : Liu Qiong, Wang Hui
- Promotion 1989 : Zhou Jie
- Promotion 1990 : Xu Zheng
- Promotion 1992 : Yu Hewei
- Promotion 1993 : Li Bingbing, Liao Fan, Ren Quan, Li Yu, Gao Beibei, Liu Xiaofeng
- Promotion 1994 : Ma Yili, Guo Jinglin
- Promotion 1995 : Lu Yi, Li Qian, Tian Hairong
- Promotion 1996 : Hao Lei, Nie Yuan, Chen Sicheng
- Promotion 1997 : Tong Dawei, Yan Yikuan, Feng Shaofeng, Yang Rong, Yu Zheng
- Promotion 2000 : Wan Qian, Wei Lai
- Promotion 2001 : Hu Ge, Han Xue, Yuan Hong
- Promotion 2002 : Sun Yizhou, Monica Mok
- Promotion 2003 : Xu Haiqiao, Yao Yichen, Lou Qi, Xiao Han
- Promotion 2004 : Jiang Shuying, Li Jinming, Zhao Ji, Zheng Kai, Chen He, Eric Wang, Du Jiang
- Promotion 2005 : Jin Shijia, Zhao Zibo, Zhang Tao, Luo Yunxi
- Promotion 2006 : Li Jiahang, Wei Qianxiang
- Promotion 2007 : Lin Gengxin, Purba Rgyal, Su Hang
- Promotion 2008 : Li Qin
- Promotion 2009 : Jiang Jinfu, Zhang Zhehan, Zhou Chenjia
- Promotion 2010 : Dilraba Dilmurat, Merxat
- Promotion 2011 : Deng Lun
- Promotion 2012 : Elvis Han, Vin Zhang, Zhang Xue, Peng Yuchang
- Promotion 2014 : Zhu Zhengting
- Promotion 2016 : Qiu Xinyi